# 2690 Ristiina
A 2690 Ristiina (ideiglenes jelöléssel 1938 DG1) a Naprendszer kisbolygóövében található aszteroida. Yrjö Väisälä fedezte fel 1938. február 24-én.